# Thomas Stangassinger
Thomas Stangassinger, avstrijski alpski smučar, * 15. september 1965, Hallein, Salzburg, Avstrija.
Stangassinger je v svoji karieri štirikrat nastopil na zimskih olimpijskih igrah, v letih 1988 v Calgaryju, 1992 v Albertvillu, 1994 v Lillehammerju in 1998 v Naganu, štirikrat v slalomu in enkrat v kombinaciji. Uspeh kariere je dosegel leta 1994, ko je osvojil naslov olimpijskega prvaka v slalomu, petnajst stotink sekunde pred Albertom Tombo. Na svetovnih prvenstvih je osvojil srebrno medaljo leta 1991 v Saalbachu in bron leta 1993 v Morioki. V svetovnem pokalu je dosegel devet zmag v slalomu med letoma 1989 in 1999. Leta 1994 je bil izbran za avstrijskega športnika leta.

## Zmago v svetovnem pokalu
| Datum             | Prizorišče       | Disciplina |
| ----------------- | ---------------- | ---------- |
| 3. december 1989  | Mont Sainte-Anne | Slalom     |
| 24. januar 1993   | Veysonnaz        | Slalom     |
| 28. november 1993 | Park City        | Slalom     |
| 16. januar 1994   | Kitzbühel        | Slalom     |
| 9. marec 1997     | Šigakogen        | Slalom     |
| 22. november 1997 | Park City        | Slalom     |
| 18. januar 1998   | Veysonnaz        | Slalom     |
| 25. januar 1998   | Kitzbühel        | Slalom     |
| 28. november 1998 | Aspen            | Slalom     |
| 13. marec 1999    | Sierra Nevada    | Slalom     |